# Edgar Canet i Ardèvol
Edgar Canet i Ardèvol   (la Garriga, 16 de març de 2005) és un pilot de motociclisme català que ha destacat en les modalitats del motocròs i el ral·li raid. Des del 2024 és pilot oficial de KTM, equip amb el qual debutà al Ral·li Dakar a l'edició del 2025. Canet és el pilot més jove a haver participat mai al Dakar en la categoria de motos.

## Carrera esportiva

### Primers anys
Fill d'Albert Canet i net de Salvador Ardèvol, antics pilots de motocròs (l'avi, a més, regentava un taller de motocicletes a la Garriga), Edgar Canet es va aficionar al motociclisme de ben petit. A quatre anys li van comprar una KTM de 50 cc i a sis, el 2011, va debutar en competició al Campionat de Catalunya de motocròs. En pocs anys en va guanyar quatre campionats d'Espanya d'iniciació i un d'Europa. Des dels onze anys comptà amb el suport de Nani Roma, que va esdevenir el seu "padrí" esportiu. Més tard, altres pilots de renom com ara Jordi Viladoms, Marc Coma i Joan Barreda el van ajudar i assessorar durant la seva carrera. Canet es va formar a l'escola de motocròs de Heinz Kinigadner, antic campió del món i actual director esportiu de KTM.
El 2019, a catorze anys, va guanyar el Campionat d'Espanya de MX85 amb una KTM. Va estar competint al Campionat d'Europa de l'especialitat fins a finals del 2023, en què va córrer el seu primer ral·li raid, el de les 1.000 Dunes del Marroc, on va aconseguir una sorprenent segona posició. A partir d'aleshores es va centrar en aquesta altra modalitat.

### 2024: Ral·lis
El 2024, a dinou anys, Canet va disputar la seva primera temporada completa de ral·li raid amb una KTM 450 Rally Factory de l'equip XRAIDS Experience. Va acabar onzè (tercer en la categoria Rally2) a la seva prova de debut, el Ral·li de Portugal. Al Ral·li del Marroc va acabar setè a la general. Va participar també al raid argentí Desafío Ruta 40 (fou el pilot més jove de la cursa) i obtingué diversos segons i tercers llocs en etapes. Aquell any va disputar també l'Oasis Raid i la Baja Aragón i va acabar sisè a la Copa del Món de Bajas en categoria Júnior. A ran d'aquests sorprenents resultats, KTM el va fitxar com a pilot oficial del seu equip, el Red Bull KTM Factory, per al Ral·li Dakar del 2025.

### 2025: Debut al Dakar
El 2025 va debutar al Ral·li Dakar amb l'equip de fàbrica de KTM, esdevenint el pilot més jove de la prova a només 19 anys. Canet hi pilotava una KTM 450 Rally i compartia equip amb els germans Luciano i Kevin Benavides i Daniel Sanders. El seu mentor i suport principal a la prova va seguir sent Nani Roma.
A l'etapa pròleg, Canet va aconseguir el tercer lloc absolut darrere de Daniel Sanders (a tan sols 12 segons) i Ross Branch després de liderar durant una bona estona la categoria de motos. Aquell resultat el va situar com a líder provisional de la categoria Rally2. A la setena etapa, el 12 de gener, va ser segon darrere de Daniel Sanders i davant de Tosha Schareina. Canet va acabar el ral·li en vuitena posició final i en fou el guanyador de la categoria Rally2, a més de ser nominat Rookie of the Year (debutant de l'any) de la cursa.